# Mezquita Faik-Pacha
La mezquita Faik-Pacha (en turco: camii Faik Paşa, en griego: τζαμί Φαΐκ Πασά/tzamí Faḯk Passá), conocida localmente como el Imaret de Arta (Ιμαρέτ Άρτας), es un edificio otomano en Arta, Grecia. La mezquita, que lleva el nombre del conquistador otomano de la ciudad en 1449, formaba un complejo compuesto, entre otras cosas, por unos baños, un imaret y una madrasa. 

## Ubicación
La mezquita Faik-Pasha se encuentra en el antiguo asentamiento de Maráti, cerca del pueblo de Marathovoúni, en la orilla derecha del río Aracto y a 1,5 km al norte del puente de Arta. En la época otomana, la zona que rodea el edificio se conocía con el nombre general de Top-Alti, un término turco que describía la zona al alcance de los cañones del castillo de Arta (Κάστρο της Άρτας). Más exactamente, el viajero Evliya Çelebi se refería a la aldea musulmana de Karye-i Imaret, de la que deriva el topónimo griego Maráti.

## Historia
La mezquita Faik-Pasha se construyó probablemente en el emplazamiento de una iglesia bizantina dedicada a San Juan Bautista. Su patrón era Faik Pasha, conquistador de la ciudad  y visir otomano. Coexisten dos hipótesis de datación. La primera, formulada por el metropolitano de Arta, Seraphim de Bizancio, data el edificio hacia 1455. Según la información oral recogida a mediados del siglo XVIII de un residente otomano, Faik Pasha nombró a un imán para la mezquita, pero cuando este murió y no pudo encontrar un sustituto digno, el pachá decidió retirarse del ejército y asumir él mismo el cargo de imán. Se dice que Faik Pasha fue imán durante unos cuarenta años, hasta su muerte en 1499. Basándose en esta información, el metropolitano de Arta data la construcción de la mezquita en la época del sultán Mehmed II. La segunda hipótesis sitúa la construcción de la mezquita en 1492-1493, durante el reinado de Bayezid II. Esta datación parece más firme que la conjetura anterior, en la medida en que el historiador otomano Aşıkpaşazade se refirió a la mezquita hacia 1478 como en fase de planificación, y la carta de fundación (waqf) de la institución de Faik Pasha, que comprendía un imaret y una madrasa, que datan de 1493.
La institución obtenía sus ingresos de las tierras agrícolas de los pueblos de Vígla y Maráti, que antes de la ocupación otomana pertenecían al monasterio de la Panagía de Rodiá, así como de las propiedades cercanas a Tesalónica y Yannitsa.
Durante la Guerra de independencia de Grecia, la zona fue escenario de combates durante el Sitio de Arta. La mezquita fue un campamento de atrincheramiento para Yanis Macriyanis, Markos Botsaris y unos cientos de hombres, que resistieron los asaltos de la guarnición otomana el 12 de noviembre de 1821. Unos años más tarde, el lugar fue visitado por François Pouqueville, quien señaló la presencia de juncos persas, olivos, limoneros y naranjos, mientras que en 1835 William Martin Leake lo describió como rico en avellanos.
Durante la guerra greco-turca de 1897, los alrededores de la mezquita volvieron a ser un campo de batalla entre las fuerzas griegas del coronel Thrasývoulos Mános y las fuerzas otomanas de Ahmed Hifzi Pasha. Tras la liberación de Arta, la mezquita se convirtió en una iglesia dedicada a San Juan el Ruso.
En 1938, el edificio fue declarado sitio histórico protegido por Real Decreto. En 1994, las excavaciones permitieron descubrir varios elementos arquitectónicos del pórtico y las obras de restauración permitieron rehabilitar el suelo empedrado. A finales de 2019, los estudios para la restauración general del monumento fueron aprobados por el Consejo Arqueológico Central  y las obras salieron a subasta en el verano de 2022 El sitio está bajo la responsabilidad de la 8.ª Efectoría de Antigüedades Bizantinas del Ministerio de Cultura y Deporte.

## Arquitectura
La mezquita Faik-Pasha consta de una sala de oración cuadrada de 11,5 m de lado, rematada por una cúpula  cuyo tambor está decorado con «triángulos turcos». En la fachada principal, al norte, hubo una vez un pórtico (revak), cuyos restos aún son visibles. La mampostería está construida con un aparejo tabicado  e incorpora materiales de la iglesia bizantina de Panagía Parigoritissa, de la antigua Nicópolis y de varios edificios antiguos de Ambracia. Los elementos arquitectónicos del pórtico derrumbado proceden del vecino monasterio de Panagía Pantánassa, fundado a mediados del siglo XIII por Miguel II Comneno Ducas. En la esquina noroeste se levanta un minarete de ladrillo conservado hasta el balcón, probablemente reconstruido por última vez en el siglo XIX. En el interior, el monumento conserva rastros de su doble uso como mezquita e iglesia: el mihrab ocupa el centro del muro sur, mientras que en el muro oriental pueden verse restos del iconostasio.
Aparte de la mezquita, los restos de los baños situados a unas decenas de metros al noroeste son los únicos vestigios que se conservan del complejo monumental de Faik Pacha.

## Galería

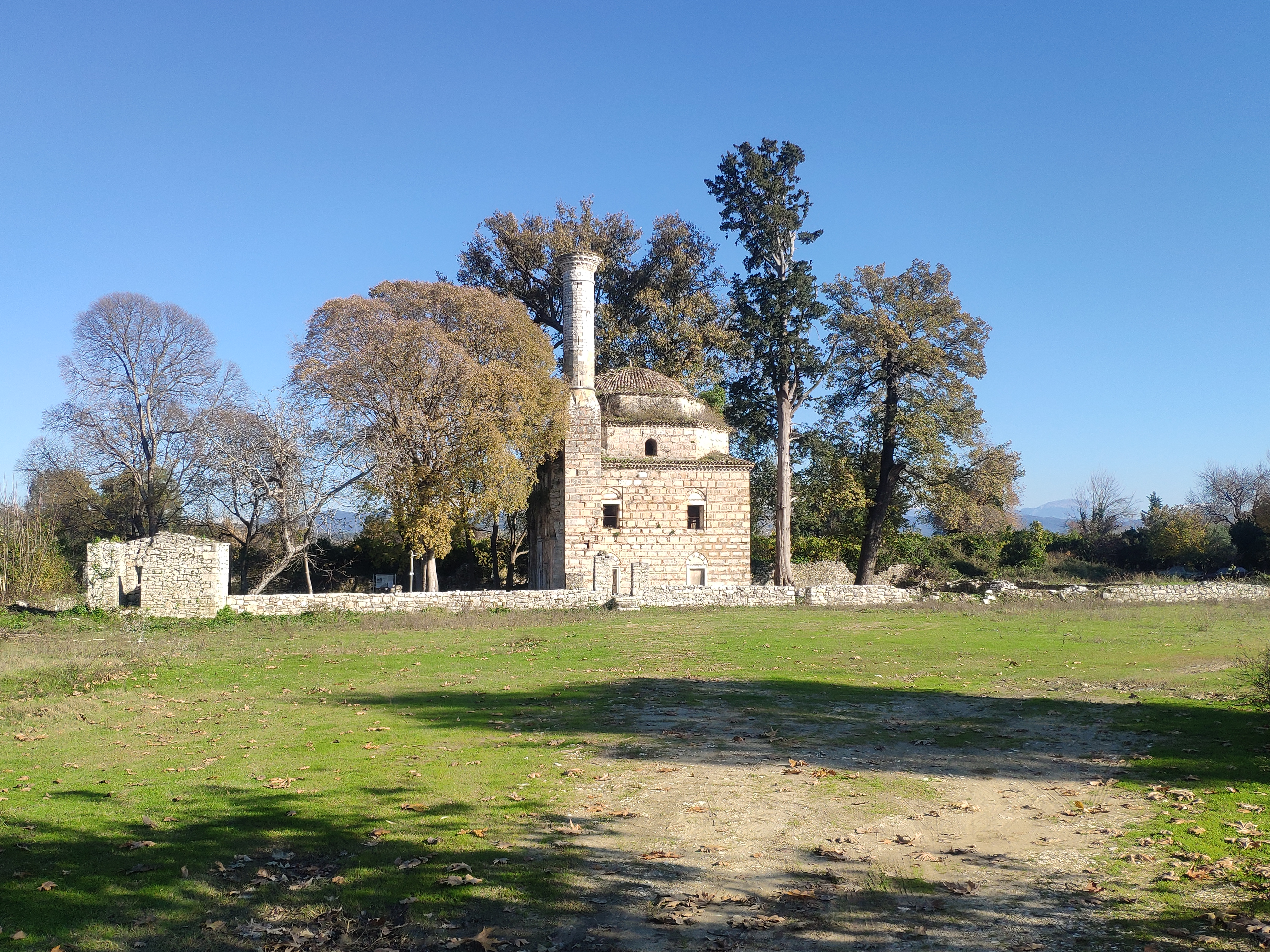
Vista lejana de la mezquita desde el oeste.
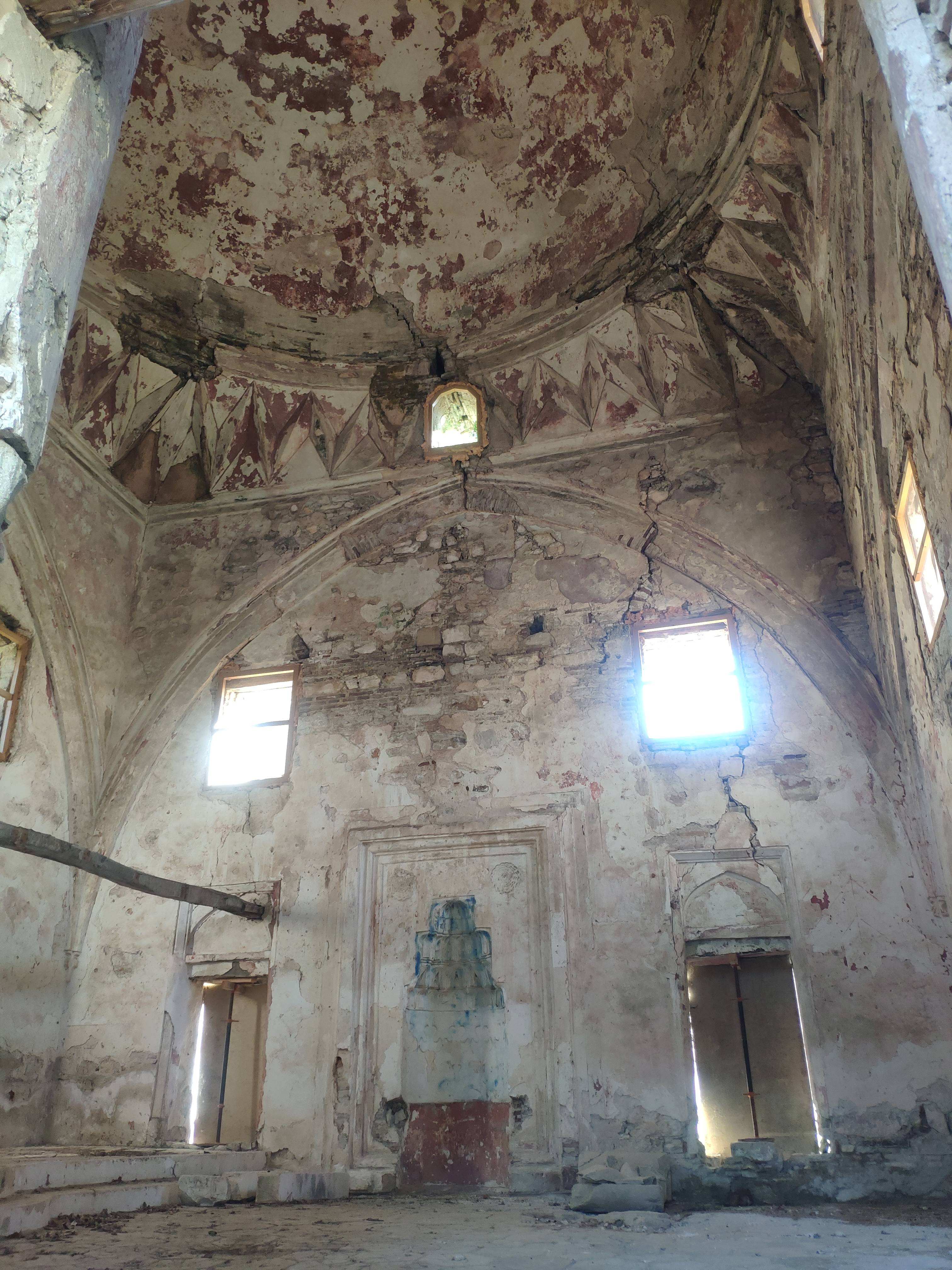
Interior de la mezquita desde el noroeste.
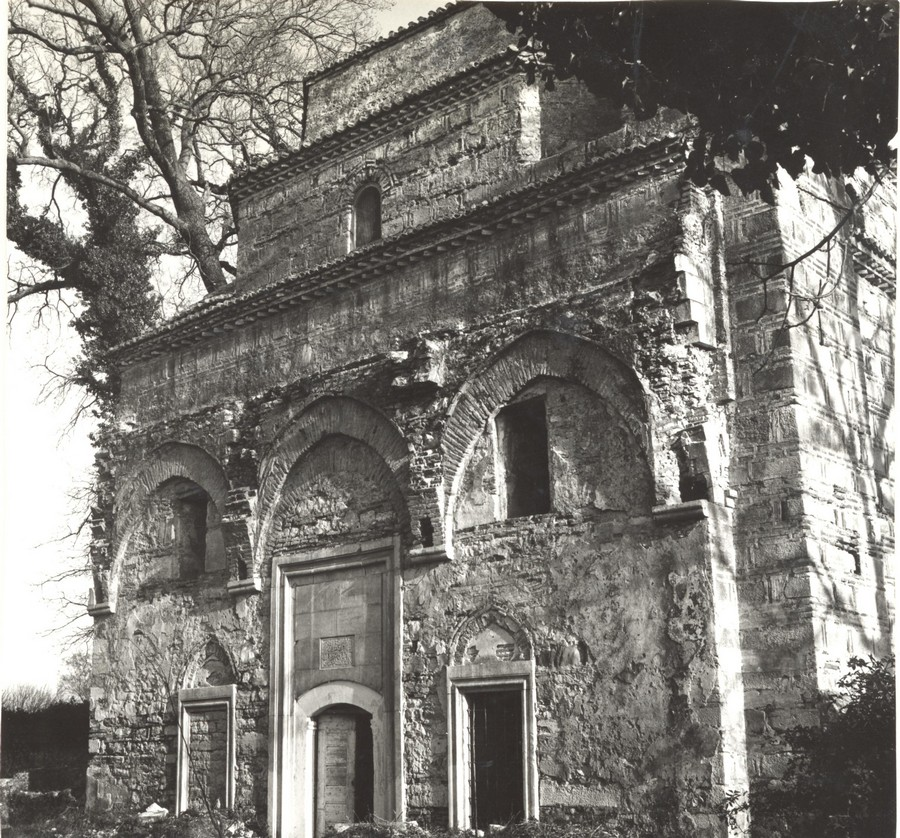
Fotografía de Machiel Kiel en la década de 1970.
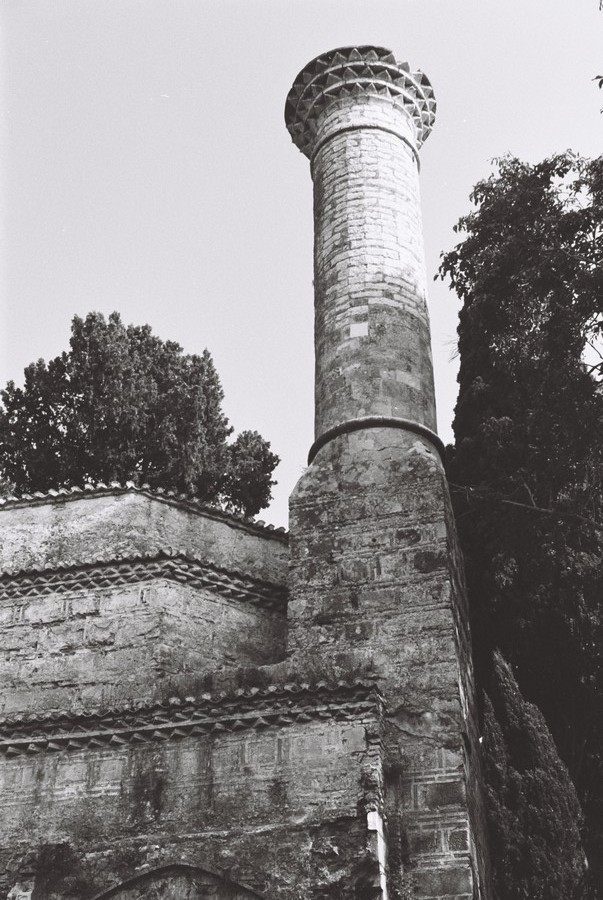
Minarete en la esquina noroeste.
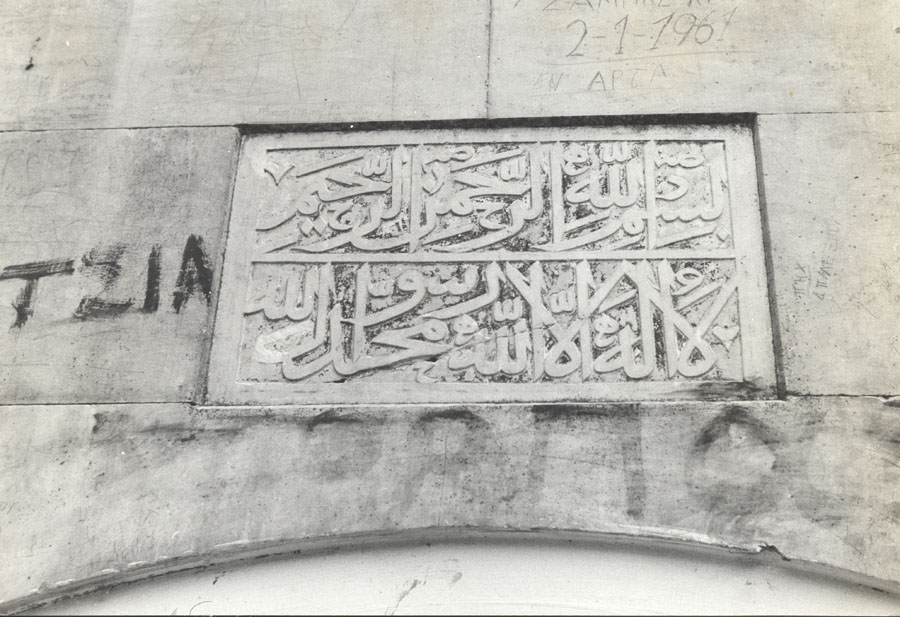
Detalle de la inscripción de la dedicatoria.